# Neman
Neman (russisk: Не́ман; tr. Néman), indtil 1946 kendt som Ragnit (tysk: Ragnit; polsk: Ragneta; litauisk: Ragainė), er en by i Rusland. Byen ligger i Kaliningrad oblast, der er en russisk eksklave mellem Polen og Litauen. 
Neman ligger på den sydlige bred af floden Nemunas (tysk: Memel), hvor den danner grænsen til Litauen. Den ligger ca. 12 kilometer vest for byen Sovetsk og 120 kilometer nordøst for byen Kaliningrad. Byen har et indbyggertal på 9.216 (2023) indbyggere. Den blev grundlagt i 1277  og fik bystatus i 1722.